# Love Me
"Love Me" é um single do cantor canadense Justin Bieber. Foi lançado exclusivamente no iTunes como o primeiro single promocional e terceiro single do álbum de estréia do cantor, My World, em 26 de outubro de 2009. A canção é uma synthpop em uptempo, com elementos de dance e R&B. A letra do refrão contém um sample da canção "Lovefool", de The Cardigans. Embora tenha sido lançado apenas no iTunes, a canção estreou na posição #12 do Canadian Hot 100 e na #37 da Billboard Hot 100.

## Antecedentes e composição
A canção foi produzida pelo DJ Frank E em três estúdios, um em Denver no Colorado. A canção foi gravada por Bill Malina no estúdio Serenity Sound Recording Studio em Cincinnati, Ohio. A mixagem foi feita por Dave Pensado e Jaycen-Joshua Fowler, no Larrabee Studios em Hollywood, Califórnia. Taylor Graves e Bonnie McKee fizeram os vocais de apoio. Primeiramente, Bieber previu que o terceiro single de seu álbum deveria ser lançado exclusivamente no iTunes e ele seria a versão acústica de seu primeiro single, "One Time", que seria lançado em 27 de outubro de 2009. No entantanto, os planos foram alterados, e uma semana antes do lançamento, Justin anunciou que um novo single chamado "Love Me" seria lançado. Foi lançado um dia antes em 26 de outubro.
"Love Me", é uma canção de dance-pop, que faz uso de electropop e sons de R&B. O refrão fez uma interpretação a canção "Lovefool", da banda sueca The Cardigans. De acordo com a partitura publicada pela Universal Music, "Love Me" é definida em um tempo comum, e tem cento e oitenta e oito batimentos por minuto.

## Recepção
A canção foi uma das mais bem recebidas do álbum. Mikael Madeira do Entertainment Weekly disse que a voz de Bieber ficou melhor em "Love Me". Mark Hish do Boston Globe, foi o único que deu ao álbum uma análise mista, disse que "Love Me" foi a canção essencial ao álbum. O Washington Post também citou a canção como uma das melhores do álbum tendo ela um toque modesto.  De acordo com o The New York Times, a faixa é provavelmente a única versão que traz a memória a música dos Cardigans. Mike Diver da BBC Music:
| “ | É uma reinterpretação do The Cardigans, onde Bieber exibe a atitude certa, brincalhão, carinhoso. Chama a atenção, mostrando o quanto a música é a preferida para Bieber, ao invés da "Playboy adolescente". | ” |

"Love Me" teve estreia em doze e trinta e sete no Canadian Hot 100 e Billboard Hot 100. Na semana que terminou em 10 de janeiro de 2010, o single entrou na UK Singles Chart em oitenta e dois, mais tarde chegou em setenta e um.

## Videoclipe
O videoclipe de "Love Me" foi dirigido por Alfredo Flores e teve Bieber como co-diretor. Foi lançado em 3 de agosto de 2010. Bieber disse que  o vídeo serve como uma "homenagem ao seus fãs no mundo inteiro, agradecendo-lhes por seu apoio". As cenas são feitas em cima de palcos em performances ao vivo. Outras mostram cenas de bastidores como: sessões de ensaio, aparições em rádios, brincadeiras de Justin com sua equipe e cenas de amigos e familiares. Usher, mentor de Bieber, também faz uma aparição no vídeo. O vídeo também incorpora Bieber em frente a um fundo azul e branco, onde aparece dançando e desenhando corações que, provavelmente, se dirigem ao seus fãs amorosos, em relação ao tema da canção: "Me Ame".

## Performances ao vivo
Bieber cantou a música várias vezes, incluindo na inauguração da nova Microsoft Store, em Mission Viejo, na Califórnia.  Ele também apresentou em um segmento no VH1's Pepsi Super Bownl Fan Jam, e em 2010, em Houston com Selena Gomez. Justin a cantou em um concerto no Hollywood Pladium. Em  uma análise do desempenho, August Brown do The Los Angeles Times elogiou a canção dizendo que "ela tinha a essencia dos The Cardigans nas suas batidas e na sua dança."

## Créditos de produção
- Composição - Peter Hernandez, Phillip Lawrence, Ari Levine, Peter Svensson, Nina Persson
- Produção - DJ Frank E
- Vocal de apoio - Taylor Graves, Bonnie McKee
- Gravação - Bill Malina and DJ Frank E, Paul Bailey e JP "The Specialist" Negrete
- Mixagem - Jaycen Joshua-Fowler e Dave Pensado

## Paradas musicais

### Desempenho
| País/Parada (2009-2010)                   | Melhor posição |
| ----------------------------------------- | -------------- |
| Austrália - Australian Hitseekers Singles | 12             |
| Canadá - Canadian Hot 100                 | 12             |
| Reino Unido - UK Singles Chart            | 71             |
| Reino Unido - UK R&B Chart                | 23             |
| Estados Unidos - Billboard Hot 100        | 37             |